# アデラ・ペラルタ
アデラ・セレステ・デル・カルメン・ペラルタ（Adela Celeste del Carmen Peralta、1987年7月18日 - ）は、アルゼンチンのプロボクサーである。ブエノスアイレス出身。元IBF・WBO女子世界スーパーライト級王者。

## 来歴
アマチュア時代には2005年と2008年の世界選手権に出場。
2012年10月20日、Katia Alvarino戦でプロデビューし、判定勝利。
2015年7月25日、アナ・エステチェとノンタイトルを判定勝利。
2016年5月14日、マリサ・ガブリエラ・ヌネスが持つIBF女子世界スーパーライト級王座と空位のWBO同王座を懸けて対戦し、3-0判定で勝利しプロ8戦目にして2冠王座獲得。
2016年11月4日、ブエノスアイレスにてIBF・WBO王者アナ・エステテェとの3団体統一戦に挑むが、0-3判定で雪辱を許し3団体王座統一ならず。
2017年6月3日、アナ・エステチェとのダイレクトリマッチかつラバーマッチを1-2判定で敗れ王座奪還ならず。

## 戦績
- 23戦 14勝 2KO 3分け 6敗

## 獲得タイトル
- 第3代IBF女子世界スーパーライト級王座
- 第3代WBO女子世界スーパーライト級王座